# Gele trompetbekerplant
De gele trompetbekerplant (Sarracenia flava) is een vleesetende bekerplant uit de familie Sarraceniaceae. Zoals elke Sarracenia is de plant afkomstig uit Noord-Amerika. De soort komt voor van het zuidelijke Alabama, door Florida en Georgia, naar de kustelijke vlaktes van het zuiden van Virginia en South Carolina.

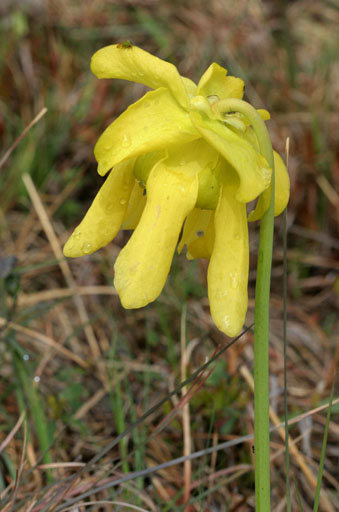
Bloem
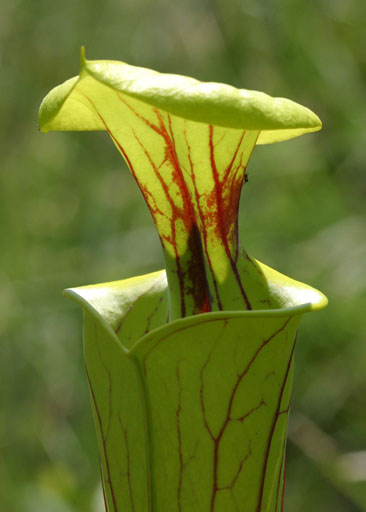
Bekermond
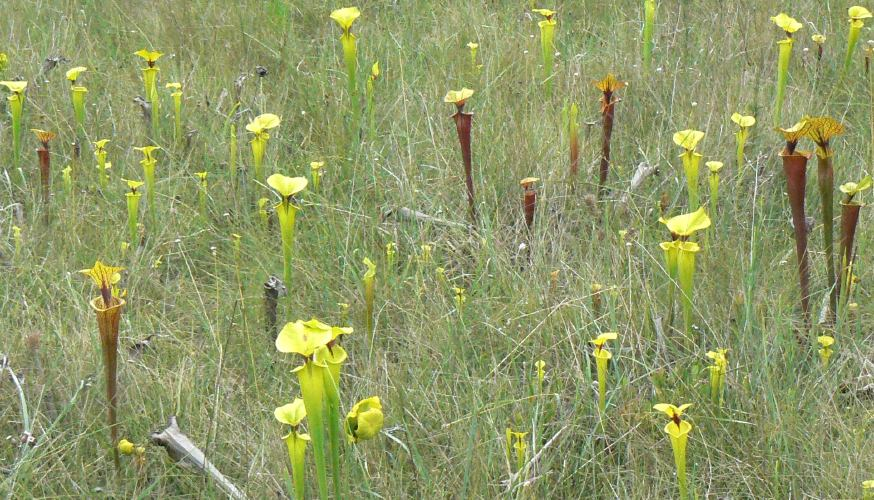
Plant in natuurlijk habitat in Florida